# 佩斯佳基
佩斯佳基（羅馬化：Pestyaki），部分资料中也曾称为皮斯佳基（Пистяки），是俄罗斯伊万诺沃州的市级镇、佩斯佳基区行政中心，位于伏尔加河流域内普列绍克河（Пурешок）畔，在州府伊万诺沃东偏南方。
该地2021年人口有3,165人；2010年人口4,028；2002年人口4,319；1989年人口4,817。